# Antonio Francesco Orioli
Pour les articles homonymes, voir Orioli.
Antonio Francesco Orioli (né le 10 décembre 1778 à Bagnacavallo en Émilie-Romagne, et mort le 20 février 1852 à Rome) est un cardinal italien du XIXe siècle. Il est membre de l'ordre des conventuels.

## Biographie
Antonio Francesco Orioli exerce des fonctions au sein de la curie romaine, notamment auprès de la Congrégation de l'Index et comme vicaire général de son ordre. Il est élu évêque d'Orvieto en 1833.
Le pape Grégoire XVI le crée cardinal lors du consistoire du 12 février 1838. Il résigne l'administration de son diocèse en 1841. Orioli participe au  conclave de 1846, lors duquel Pie IX est élu pape. Il est préfet de la Congrégation des évêques et cardinal secrétaire d'État ad interim en 1848.

## Succession apostolique
Antonio Francesco Orioli a ordonné les évêques suivants :
- Archevêque Ludovico Rizzuti (1840)
- Évêque Giovanni Ferrini, O.F.M.Conv. (1842)
- Évêque Concezio Pasquini (1842)
- Évêque Raffaele Purpo (it) (1843)
- Évêque Giuseppe Maria d'Alessandro (1843)
- Évêque Rocco de Gregorio (1843)
- Évêque Bonaventura Atanasio (it), C.SS.R. (1844)
- Archevêque Pietro Cilento (1844)
- Évêque Giuseppe Menditto (it) (1844)
- Évêque Luigi Napolitano (1845)
- Évêque Vincenzo d'Alfonso (1847)
- Évêque Pietro Niccolò Forti (it) (1847)
- Évêque Filippo Mincione (1847)
- Évêque Luigi Ricci (1847)
- Archevêque Pio Bighi (de) (1847)
- Évêque Camillo de' Marchesi Bisleti (1847)
- Cardinal Henri-Marie-Gaston Boisnormand de Bonnechose (1848)
- Cardinal Giusto Recanati, O.F.M.Cap. (1848)
- Évêque Francesco Bronzuoli (1848)
- Évêque Valentino Vignone (it) (1851)
- Évêque Raffaele Bocci (1851)
- Évêque Filippo Fratellini (1851)
- Évêque Francesco Xaverio Giannuzzi Savelli (1851)
- Archevêque Raffaele Ferrigno (1851)
- Évêque Camillo Milana (it) (1851)
- Archevêque Giovanni Battista Naselli (it), C.O. (1851)